# Późniejsze Shu
Państwo Późniejsze Shu (chiń. upr. 后蜀; chiń. trad. 後蜀; pinyin Hòu Shǔ) – krótkotrwałe państwo w zachodnich Chinach, jedno z Dziesięciu Królestw.
Założyciel, Meng Zhixiang dowodził armią Późniejszej dynastii Tang, która zlikwidowała poprzednie państwo Wcześniejsze Shu. Po udanym podboju, pozostał w Chengdu jako gubernator wojskowy Syczuanu, usiłując uzyskać niezależność, co mu się powiodło, i w 934 obwołał się cesarzem. Jego państwo miało ten sam obszar co Wcześniejsze Shu (większość Syczuanu, fragmenty Gansu, Shaanxi i Hubei). Co prawda zmarł pół roku po koronacji, ale jego syn okazał się godnym następcą i rządził aż do 965, kiedy poddał się wojskom dynastii Song, ponownie jednoczącej Chiny.

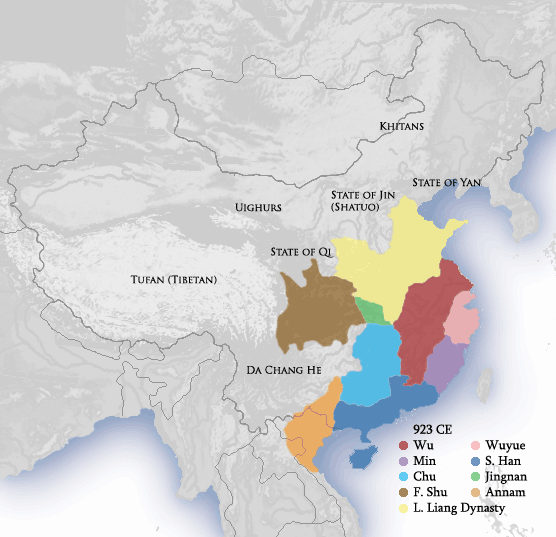
Chiny w 923 r.; Późniejsze Shu zajmowało ten sam teren co, zaznaczone na brązowo, Wcześniejsze Shu

| Imię świątynne       | Nazwisko i imię                      | Okres panowania | Nazwa i daty ery panowania                                        |
| -------------------- | ------------------------------------ | --------------- | ----------------------------------------------------------------- |
| Gaozu (高祖 Gāozǔ)   | Meng Zhixiang (孟知祥 Mèng Zhīxiáng) | 934             | Mingde (明德 míngdé) 934                                          |
| Houzhu (後主 Hòuzhǔ) | Meng Chang (孟昶 Mèng Chǎng)         | 934-965         | Mingde (明德 Míngdé) 934-938 Guangzheng (廣政 Guǎngzhèng) 938-965 |